# Серлз-Лейк
Серлз-Лейк — безстічне солоне озеро в пустелі Мохаве в США.

## Загальний опис
Озеро Серлз-Лейк розташоване на північному заході округу Сан-Бернардіно, Каліфорнія.
. Площа озера 654,43 км², площа водозбору — 1600 км².
На західному березі озера розташоване селище Трона, де знаходиться компанія Searles Valley Minerals, яка видобуває мінерали з озера.
Площа евапоритового басейну, звідки щорічно видобувається 1,7 мільйона тонн корисних копалин, становить приблизно 19 км в довжину і 13 км в ширину. Озеро Серлс обмежене горами Аргус та Slate Mountains. Воно названо на честь братів Джона і Денніса Серлс, що знайшли там буру.

## Видобуток мінералів

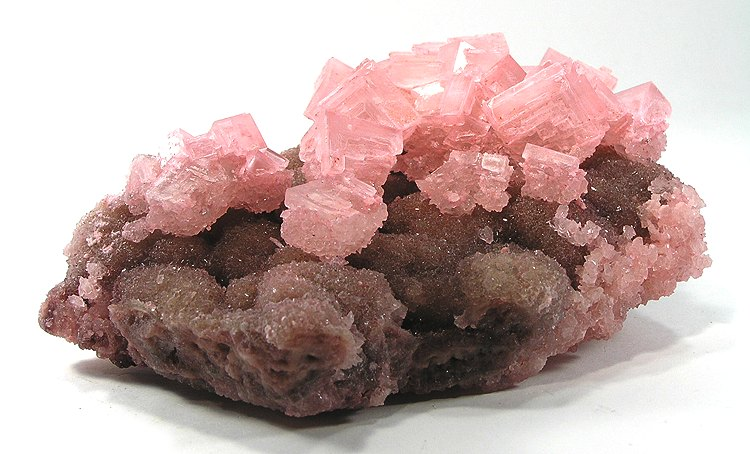
Кристали рожевого галіту (кам'яної солі) з озера Серлс. Розмір зразка: 13,5 х 7,7 х 5,2 см.

В озері Серлс знаходяться величезні запаси натріє- і калієвмісних мінералів.
карбонатів, сульфатів, боратів та галогенідів. Для їх видобутку підземні природні розсоли відкачуються зі свердловин, пробурених у кількох соляних пластах. Глибина свердловин може становити понад 100 м. Мережа видобувних свердловин, нагнітальних свердловин, басейнів випарювання та трубопроводів використовуються для видобутку та обробки розсолів.
Промислові мінерали добуваються з розсолів на заводах Argus, Trona і Westend. Мінерали кристалізують із розсолів, просіюють, промивають і сушать. Потім кристали прогріваються у печах, щоб видалити молекули води із кристалічної структури. Для досягнення бажаного складу та щільності гранул може знадобитися рекристалізація. Крім того, з поверхні озера та з басейнів одержують сіль.
Товари, вироблені Searles Valley Minerals на своїх підприємствах на озері Серлс, включають в себе буру, V-Bor (гідрат бури), борну кислоту, карбонат натрію, сульфат натрію і кухонну сіль. Запаси корисних копалин в озері перевищують чотири мільярди тонн.

## Інтернет-ресурси
- Вікісховище має мультимедійні дані за темою: Серлз-Лейк
- Mineralogy Database — Minerals, Locations, Mineral Photos and Data
- Discovery of Arsenic Eating Microbe
- Searles Lake Gem and Mineral Society
- Satellite Photo (Google Maps)
- Searles Lake and the Trona Pinnacles — a slideshow[недоступне посилання з 01.05.2018]